# Janov (Pardubice)
Janov é uma comuna checa localizada na região de Pardubice, distrito de Svitavy.